# Niwa Nagahide
Niwa Nagahide (丹羽長秀?   16 de octubre de 1535 - 15 de mayo de 1585) fue un samurái japonés de los periodos Sengoku y Azuchi-Momoyama de la historia de Japón. Fungió como sirviente del clan Oda y finalmente se convirtió en daimyō.
Desde su juventud, Nagahide sirvió bajo las órdenes de Oda Nobunaga y se convirtió en uno de sus principales sirvientes, peleando en las principales batallas, como la de Nagashino. Fungió además como gobernador y la construcción del Castillo Azuchi estuvo bajo su supervisión entre otras tareas. Nagahide contrajo nupcias con la hija adoptiva de Nobunaga, lo cual refleja también el grado de confianza del que gozaba.
En 1582, cuando Nobunaga se practicó el seppuku durante el Incidente de Honnō-ji, Nagahide se encontraba en medio de una campaña y regresó rápidamente para auxiliar a Toyotomi Hideyoshi a vencer a Akechi Mitsuhide, quien había traicionado a Nobunaga. Durante una reunión en el Castillo Kiyosu para decidir el futuro del clan, Nagahide apoyó la posición de Hideyoshi por lo que ganó en han de la Provincia de Echizen y el de la Provincia de Kaga, los cuales sumaban más de 1.230.000 koku, convirtiéndose en uno de los daimyō más poderosos del país, sin embargo, murió al poco tiempo en 1585.